# والتر أبيل
والتر أبيل (بالإنجليزية: Walter Abell)‏ هو مؤرخ الفن أمريكي، ولد في 23 فبراير 1897 في بروكلين في الولايات المتحدة، وتوفي في 1956 في إيست لانسنغ في الولايات المتحدة.